# CMA CGM Marco Polo (schip, 2012)
De CMA CGM Marco Polo is een containerschip van de Franse CMA CGM groep. Op 6 november 2012 nam de Rederij de Marco Polo in de vaart. Toen de CMA CGM Marco Polo op 19 december 2012 op haar eerste reis met 170.000 ton aan boord uit Le Havre vertrok, was dit de grootste lading ooit met een containerschip vervoerd.
Het schip werd gebouwd bij Daewoo Shipbuilding & Marine Engineering in Zuid-Korea. Het is 396 meter lang, 54 meter breed en heeft een diepgang van 16 meter. De CMA CGM Marco Polo is het eerste van een serie van drie schepen die naar grote ontdekkingsreizigers zijn genoemd. De twee andere schepen kwamen in 2013 in de vaart. Het heeft een vervoerscapaciteit van maximaal 16.020 TEU, de maat TEU is een halve normale container. Het schip wordt aangedreven door een dieselmotor, een Wärtsilä-Sulzer 14RT-flex96C, die goed is voor een vermogen van 75.275 kW, ruim 102.000 pk. Het heeft een draagvermogen van 186.500 DWT. De CMA CGM Marco Polo was een vergroot ontwerp op basis van de CMA CGM Cristophe Colomb uit 2009.